# Women's United Soccer Association
A Women's United Soccer Association, muitas vezes abreviada para WUSA, foi a primeira liga de futebol feminino do mundo, na qual todos as jogadoras foram pagas como profissionais. Fundada em fevereiro de 2000, a liga estreou sua primeira temporada em abril de 2001, com oito equipes dos Estados Unidos. A liga suspendeu suas operações em 15 de setembro de 2003, logo após o término de sua terceira temporada, depois de ter acumulado perdas de cerca de US$ 100 milhões.

## História

### Estabelecimento
Como resultado do primeiro lugar da Seleção Nacional Feminina dos EUA na Copa do Mundo Feminina da FIFA de 1999, um mercado aparentemente viável para o esporte germinou.
Alimentando-se do ímpeto de sua vitória, as vinte jogadores da seleção americana, em parceria com John Hendricks do Discovery Channel, procuraram investidores, mercados e jogadoras necessárisa para formar a liga de oito times. As vinte jogadoras fundadoras foram: Michelle Akers, Brandi Chastain, Tracy Ducar, Lorrie Fair, Joy Fawcett, Danielle Fotopoulos, Julie Foudy, Mia Hamm, Kristine Lilly, Shannon MacMillan, Tiffeny Milbrett, Carla Overbeck, Cindy Parlow, Christie Pearce, Tiffany Roberts, Briana Scurry, Kate Markgraf, Tisha Venturini, Saskia Webber e Sara Whalen.
O investimento inicial na liga foi fornecido pelo seguintes investidores:
- Time Warner Cable US$ 5 milhões
- Cox Enterprises US$ 5 milhões
- Cox Communications US$ 5 milhões
- Amos Hostetter, Jr. US$ 5 milhões
- Comcast Corporation US$ 5 milhões
- John Hendricks e Comcast Corporation US$ 2,5 milhões cada
- Amos Hostetter, Jr. e John Hendricks US$ 2,5 milhões cada

Em 18 de agosto de 2000, a Federação de Futebol dos EUA sancionou a nova liga como a primeira divisão do futebol feminino profissional no país.

## Organização

### Cobertura da mídia
Durante as três temporadas em que a WUSA existiu, em vários momentos os jogos da liga foram televisionados pela TNT, CNNSI, ESPN2, PAX TV e vários outros canais de esportes locais e regionais.

## Equipes
As franquias da WUSA estavam localizadas nas cidades da Filadélfia, Boston, Nova York, Washington, DC, Cary, Atlanta, San Jose, e San Diego:
- Atlanta Beat
- Boston Breakers
- Carolina Courage  (originalmente planejado para estar em Orlando, Flórida, e seria chamado de Orlando Tempest)
- New York Power
- Philadelphia Charge
- San Diego Spirit
- San Jose CyberRays (chamado Bay Area CyberRays na temporada de 2001)
- Washington Freedom

Para a temporada inaugural, cada elenco consistia principalmente de jogadoras dos Estados Unidos, embora até quatro jogadoras internacionais fossem permitidas no elenco de cada equipe. Entre as jogadoras internacionais estavam as chinesas Sun Wen, Pu Wei, Fan Yunjie, Zhang Ouying, Gao Hong, Zhao Lihong, e Bai Jie; as alemãs Birgit Prinz, Conny Pohlers, Steffi Jones e Maren Meinert; as norueguesas Hege Riise, Unni Lehn e Dagny Mellgren; as brasileiras Sissi, Kátia e Pretinha; e as canadenses Charmaine Hooper, Sharolta Nonen e Christine Latham.
A liga também recebeu talentos singulares de nações que, na época, não estavam na vanguarda do futebol feminino mundial, como Maribel Dominguez do México, Homare Sawa do Japão, Julie Fleeting da Escócia, Cheryl Salisbury da Austrália, Marinette Pichon da França, e Kelly Smith da Inglaterra.

## Campeões da Copa das Fundadoras
A Copa das Fundadoras ou Founders Cup (em homenagem as 20 jogadoras fundadoras da liga) foi concedida, anualmente, a equipe vencedora de um playoff de jogos únicos disputados entre as quatro equipes mais bem colocadas durante a temporada regular.
| Temporada | Campeão            | Placar             | Vice-campeão       | Cidade     |
| --------- | ------------------ | ------------------ | ------------------ | ---------- |
| 2001      | Bay Area CyberRays | 3–3 asdet 4–2 pen. | Atlanta Beat       | Foxborough |
| 2002      | Carolina Courage   | 3–2                | Washington Freedom | Atlanta    |
| 2003      | Washington Freedom | 2–1 asdet          | Atlanta Beat       | San Diego  |

A morte súbita na WUSA tinha duração de 15 minutos (dois tempos de 7 minutos e meio cada) e era usada apenas nos play-offs.

## Suspensão da liga
A WUSA foi jogada por três temporadas completas, suspendendo suas operações em 15 de setembro de 2003, logo após a conclusão de sua terceira temporada. Nem a audiência das transmissões na televisão nem a presença do público nos estádios atingiram as previsões iniciais. Além disso, a liga gastou já em seu primeiro ano, todo o orçamento inicial de US$ 40 milhões, previsto para ser gasto ao longo de cinco anos. Mesmo com as jogadoras aceitando cortes salariais de até 30% para a temporada final, com as jogadoras fundadoras (que também eram, em parte, proprietárias da liga) tendo aceito os maiores cortes, isso não foi suficiente para equilibrar as finanças e salvar a liga. Na esperança de um eventual relançamento da liga, todos os direitos a nomes de equipes, logotipos e propriedades semelhantes foram preservados. Esforços para encontrar novas fontes de capital e fundos operacionais continuaram. Em junho de 2004, a WUSA realizou dois "WUSA Festivals" em Los Angeles e Blaine, Minnesota, com partidas entre equipes reconstituídas da WUSA (muitas vezes com jogadoras emprestadas de outras equipes), a fim de manter a liga aos olhos do público e sustentar o interesse no futebol profissional feminino.
Com a WUSA em hiatus, a Women's Premier Soccer League (WPSL) e a W-League recuperaram seus status de principais ligais de futebol feminino nos Estados Unidos, e muitas ex-jogadoras da WUSA se juntaram a equipes dessas ligas.
Uma nova liga profissional de futebol feminino só foi fundada nos Estados Unidos, em 2009. Chamada Women's Professional Soccer, essa liga também suspendeu suas operações em janeiro de 2012.